# Emilia Padoł

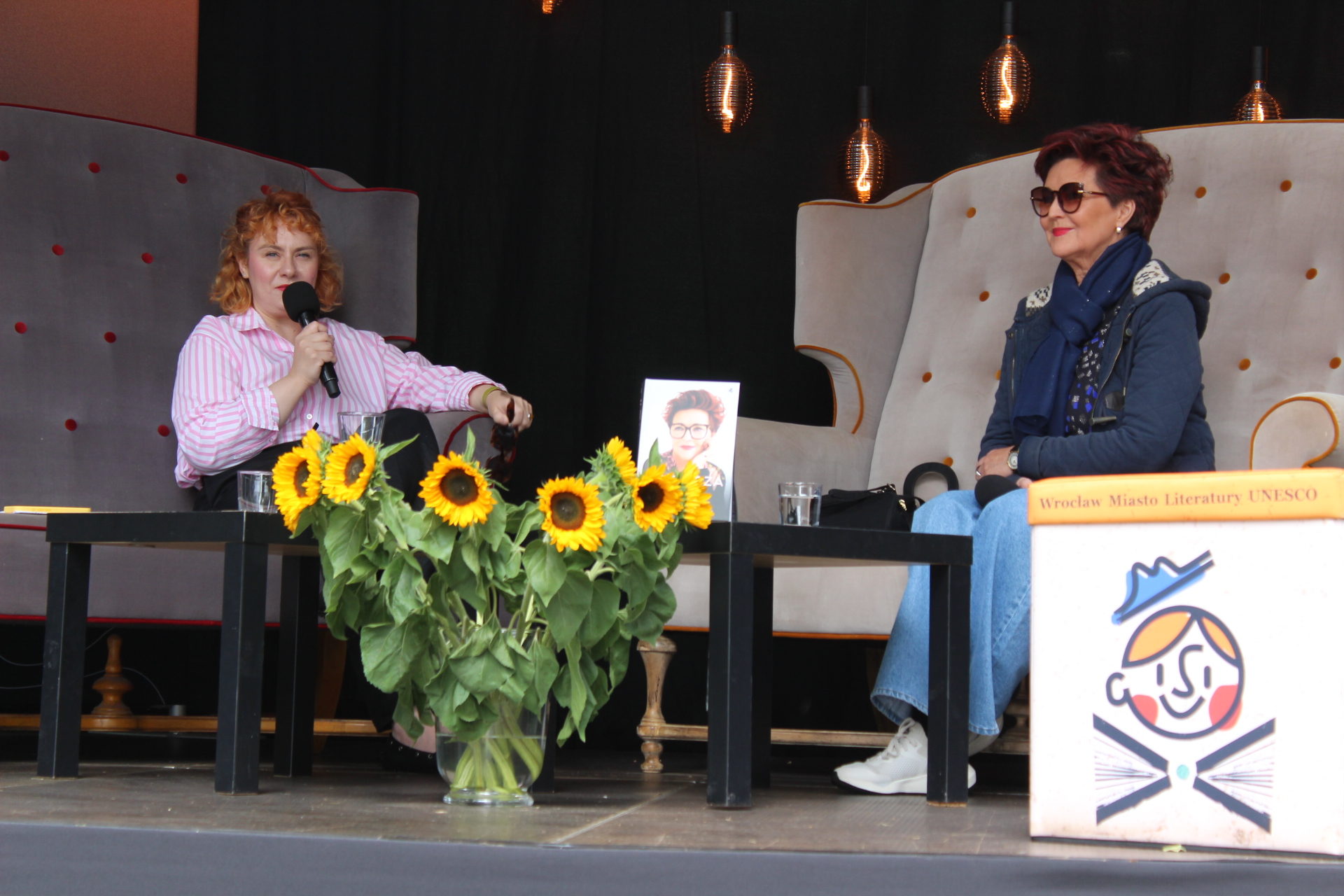
Emilia Padoł, Jolanta Kwaśniewska

Emilia Padoł (ur. 1985 w Tarnowskich Górach) – polska dziennikarka i pisarka.

## Życiorys
Absolwentka Wydziału Polonistyki Uniwersytetu Jagiellońskiego, zdobywczyni I nagrody w konkursie na najlepszą pracę magisterską o tematyce gender, organizowanym przez IBL PAN oraz Podyplomowe Gender Studies im. M. Konopnickiej i M. Dulębianki. Przygotowywała rozprawę doktorską na temat twórczości Marka Bieńczyka.
Dziennikarka Onetu, autorka wielu wywiadów (przede wszystkim z najważniejszymi postaciami polskiej kultury, pisarzami, naukowcami) i artykułów. Publikowała także w „Tygodniku Powszechnym”, „Jahrbuch Polen” i na Newsweek.pl. 
Nominowana do Nagrody Dziennikarzy Małopolski za wywiady z Ryszardem Horowitzem, Gają Grzegorzewską i Włodkiem Goldkornem. Laureatka Nagrody Dziennikarzy Małopolski w kategorii Wywiad za rozmowę z Marcinem Świetlickim. Finalistka nagrody Grand Press 2020 w kategorii Wywiad, za rozmowę z Mirosławem Tryczykiem. 
Autorka książek na temat życia kulturalnego i rozrywki w PRL-u, ikon i gwiazd epoki, a także zapomnianych sław. Współautorka książki Instrukcja obsługi przyszłości (wraz z Aretą Szpurą). 
Autorka scenariusza do filmu Światy literackie: Magdalena Tulli, którego premiera odbyła się podczas Conrad Festival 2020.  
Autorka pierwszej pełnej biografii Marii Rodziewiczówny, zatytułowanej Rodziewicz-ówna. Gorąca dusza, za którą otrzymała nagrodę Krakowska Książka Miesiąca Kwietnia 2023.   
Mieszka w Warszawie.

## Twórczość
- Rodziewicz-ówna. Gorąca dusza, Wydawnictwo Literackie, 2023,
- Instrukcja obsługi przyszłości (aut. Areta Szpura), Wydawnictwo Buchmann, 2022 (Mirosław Proppé, Joanna Murzyn, Jan Mencwel, Klaudia Kryńska, Marianna Kłosińska, Nina Bąk, Joanna Brzezińska, Bolesław Rok),
- Piosenkarze, Prószyński i S-ka, 2017 (Maciej Kossowski, Krzysztof Klenczon, Andrzej Zieliński, Jacek Zieliński, Stan Borys, Edward Hulewicz, Andrzej Dąbrowski, Andrzej Zaucha),
- Piosenkarki PRL-u. Spotkanie I, Prószyński i S-ka, 2016 (Marta Mirska, Maria Koterbska, Regina Bielska, Natasza Zylska, Rena Rolska, Ludmiła Jakubczak, Hanna Rek, Joanna Rawik),
- Dżentelmeni PRL-u, Prószyński i S-ka, 2015 (Leopold Tyrmand, Zbigniew Cybulski, Marek Hłasko, Leon Niemczyk, Daniel Olbrychski, Stanisław Mikulski, Jerzy Zelnik, Andrzej Łapicki, Jan Nowicki),
- Damy PRL-u, Prószyński i S-ka, 2015 (Kalina Jędrusik, Beata Tyszkiewicz, Barbara Brylska, Nina Andrycz, Pola Raksa, Elżbieta Czyżewska, Małgorzata Braunek, Teresa Tuszyńska, Barbara Kwiatkowska-Lass, Ewa Krzyżewska, Grażyna Szapołowska).